# Hylomyscus aeta
Hylomyscus aeta is een knaagdier uit het geslacht Hylomyscus.

## Verspreiding
Deze soort komt voor van Kameroen en Gabon tot West-Oeganda en Noordwest-Burundi, inclusief het eiland Bioko. Deze soort leeft in het regenwoud.

## Soortenbeschrijving
Samen met Hylomyscus grandis uit Mount Oku (Kameroen) vormt hij de H. aeta-groep. De soorten uit deze groep hebben geen mammae op de borst en verschillen van andere groepen in een aantal schedel- en tandkenmerken. H. grandis werd oorspronkelijk beschreven als een ondersoort van H. aeta, maar heeft een grotere schedel en grotere kiezen.